# Ceutí
Ceutí település Spanyolországban, Murciában. Ceutí Alguazas, Villanueva del Río Segura, Archena és Lorquí községekkel határos. Lakosainak száma 12 842 fő (2024).

## Népesség
A település népessége az elmúlt években az alábbi módon változott:
| Lakosok száma | 7645 | 8343 | 9185 | 10 174 | 10 881 | 11 035 | 11 472 | 11 787 | 12 391 | 12 842 |
|               | 2001 | 2004 | 2007 | 2009   | 2012   | 2014   | 2017   | 2019   | 2022   | 2024   |